# Ерик Ериксон
Ерик Хомбургер Ериксон (на немски: Erik Homburger Erikson) е германски психолог и психоаналитик от еврейски произход, известен с теорията си за социалното развитие на човешките същества.

## Биография
Роден е на 15 юни 1902 година във Франкфурт на Майн, Германия, в семейство на датчани. Води бохемски начин на живот, който в един момент го докарва във Виена, където се запознава с Фройд.
Първоначално Ериксон е учител по рисуване, но по-късно завършва Виенския психоаналитичен институт. През 1930 се жени за танцьорката и художничката Джоен Моват Серсон, а през 1933 емигрира от Виена в САЩ.
През 1950 г. известният психоаналитик става жертва на преследването на марксизма в САЩ, тъй като бива заподозрян като симпатизант на комунистите.
Умира на 12 май 1994 година в Харуич, щата Масачузетс на 91-годишна възраст.

## Теория
Ериксон описва жизнения цикъл на личността като съвкупност от стадии на развитие. Четири от тях напълно съвпадат с фазите на детската сексуалност, описани от Фройд. Обаче за разлика от Фройд, който разделя психическото развитие на 5 етапа, то Ериксон разделя своята схема на 8 етапа. Той преименува т.нар. „генитален стадий“ в „юношество“ и добавя още няколко стадия при възрастното състояние. Акцентира се върху това, че развитието на личността е постепенно и свързано с преодоляване на кризите на идентичността.
Теорията му обяснява различните процеси по време на развитието на човешката психика:
- Първият период е наречен младенчество и приключва около 12-месечна възраст. Дали нуждите на детето ще бъдат удовлетворявани винаги и навреме (да бъде нахранено, приспано или подсушено) предопределя дали възрастният индивид ще бъде оптимист, песимист или реалист, защото периодът е от изключителна важност за изграждане на доверие.
- Яслената възраст (от 1 до 3 години) е период, в който детето трябва да се научи да бъде сравнително самостоятелно. Ако не успее, то трябва да преглътне унижението и срама.
- Третият период продължава приблизително до шестата година на детето. Ако то успее да се справи с игрите и заниманията в детската градина или у дома и да бъде достатъчно инициативно, детето ще е преминало през етапа успешно. В противен случай ще се чувства непълноценно.
- Съща е задачата му и през училищната възраст (7 до 12 години), когато то трябва да се научи на труд.
- Юношеството (13 – 19 години) е ключовият период в теорията на Ериксон. То продължава от тринадесетата до деветнадесетата година от живота на човека. В този период младият индивид търси себе си, опитва се да определи кой е, да се разграничи от другите и да се възприеме като отделен, уникален индивид. Важен елемент от този експеримент е юношеската любов. Ако юношата не успее да опознае себе си, той се губи в другите (дифузия).
- Ранната зрялост (20 – 40 години) Ериксон нарича периода между двадесетата и четиридесетата година от живота на човека. Това е период, в който основната задача е намирането на партньор или спътник в живота. Въпросът, който трябва да бъде решен, е дали човек ще успее да постигне интимност с друг индивид или ще остане в изолация.
- Зрелостта също продължава двадесет години (40 – 60 години). Това е времето, в което човек вече е създал семейство и сега на него се пада отговорността да отгледа следващото поколение.
- Последният етап според теорията е старостта (след шестдесетата година). Тогава човек вече е изпълнил своята задача и гледа смъртта право в очите. Въпросът е дали ще успее да погледне назад към живота си и ще бъде доволен от постигнатото или ще намери за какво да съжалява. Ако не успее да стигне до мъдростта за преходността на живота, човек се отчайва. В този период човек би трябвало да престане да се страхува от смъртта, той просто я приема.

Теорията на Ериксън получава широко разпространение в много държави и се ползва с успех не само сред психоаналитиците, но и в сферата на педагогиката.

## Произведения
на български език
- Идентичност: младост и криза. Изд. Наука и изкуство, 1996
- Идентичност: младост и криза. Изд. Рива, 2013[1]

на немски език
- Einsicht und Verantwortung; Frankfurt a. M. (1964) 1971
- Identität und Lebenszyklus. Drei Aufsätze; Frankfurt a. M. 1966; 2. Aufl. 1973
- Der junge Mann Luther. Eine psychoanalytische und historische Studie. 1975
- Gandhis Wahrheit. Über die Ursprünge der militanten Gewaltlosigkeit. 1978.
- Jugend und Krise; Stuttgart 1980
- Der vollständige Lebenszyklus; Frankfurt a. M. 1988; 2. Aufl. 1992
- Kindheit und Gesellschaft